# Matter Pillenwälzer
Der Matte Pillenwälzer oder Matte Pillendreher (Sisyphus schaefferi), auch Langbeiniger Pillendreher, ist ein Käfer aus der Familie der Blatthornkäfer. Trotz ähnlicher Lebensweise gehört der Matte Pillenwälzer nicht zu den Mistkäfern; die Gattungen Sisyphus, Scarabaeus und Gymnopleurus bilden die Tribus Scarabaeini.
Die hauptsächlich in Südeuropa, aber auch beispielsweise am Kaiserstuhl vorkommende Art fertigt Kugeln aus Kot oder Dung, transportiert sie an geeignete Stellen und vergräbt sie dort als Nahrungsquelle für ihre Nachkommen.
Der Gattungsname Sisyphus nimmt auf den Helden der griechischen Mythologie Bezug, da man den Käfer häufig beobachten kann, wie er in ausweglos erscheinenden Situationen versucht, seine Kugeln über ein Hindernis zu transportieren. Der Artname schaefferi ehrt den Theologen und Entomologen Jacob Christian Schäffer.
Sisyphus schaefferi ist der einzige europäische Vertreter der Gattung Sisyphus. In Europa tritt er im Westen in der Unterart Sisyphus schaefferi schaefferi, im Osten in der Unterart Sisyphus schaefferi boschniaki auf.

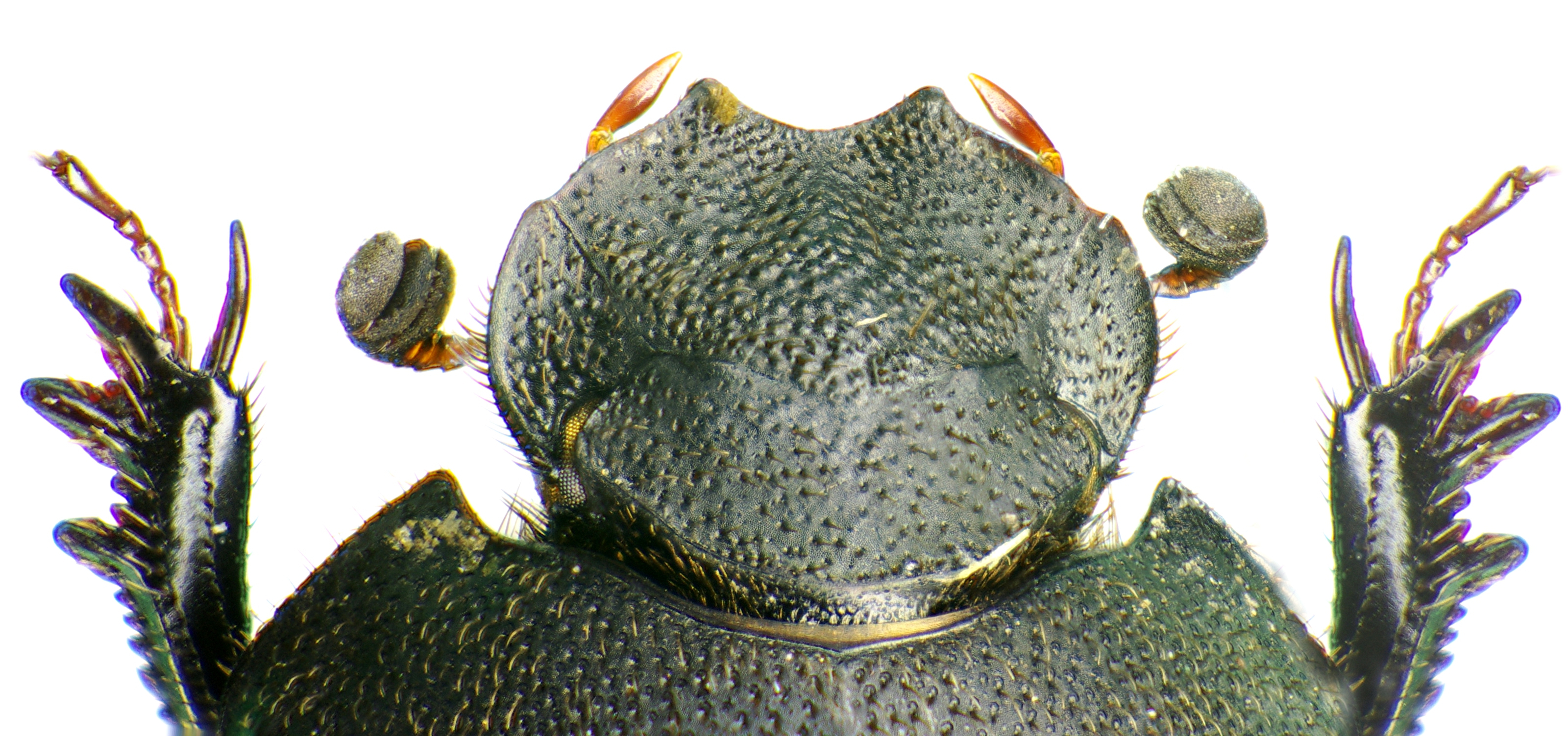
Abb. 1: Kopf und teilweise Vorderbeine

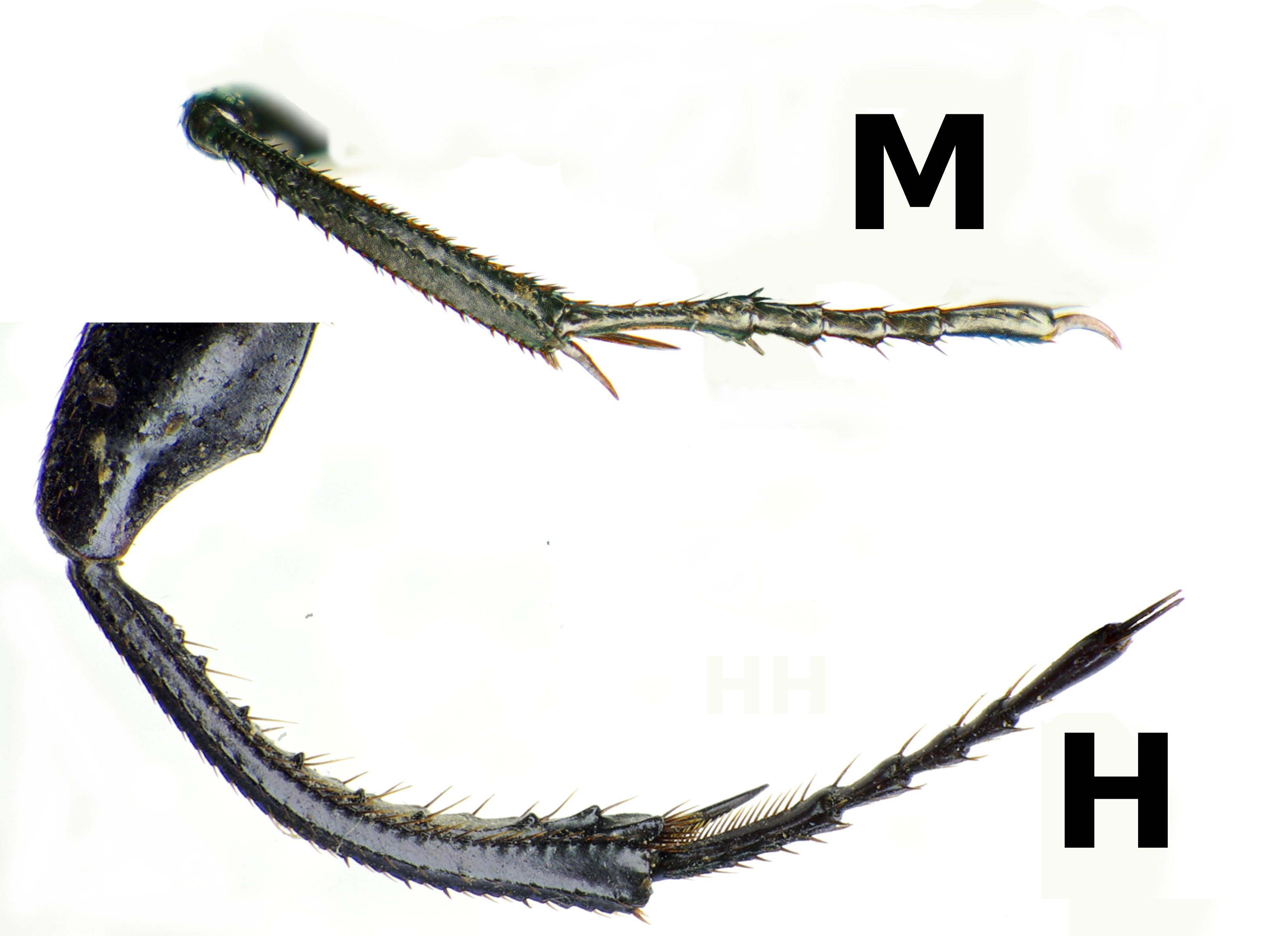
Abb. 2: H: Schiene und Tarsus des Hinterbeins von oben
M: Schiene und Tarsus des mittleren Beins von der Seite

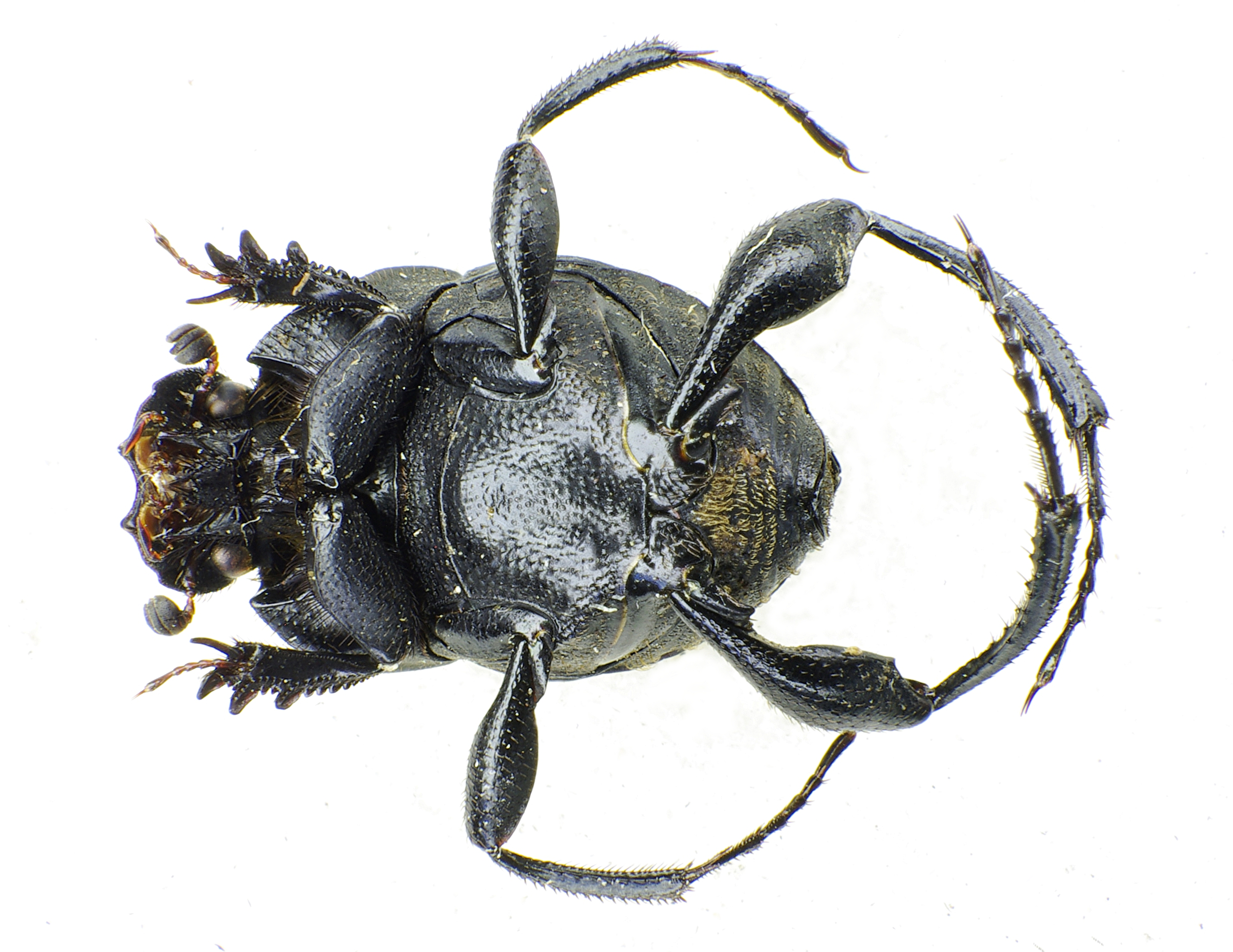
Abb. 3: Unterseite

## Merkmale des Käfers
Der Käfer wird sieben bis dreizehn Millimeter lang. Der schwarz bis schwarzbraun matt gefärbte Körper ist stark gewölbt und nach hinten zugespitzt. Er ist gelb- bis schwarzbraun behaart. Die Behaarung ist gekrümmt und nach hinten geneigt.
Der Kopf (Abb. 1) ist deutlich punktiert. Der ausladende Kopfschild ist vorn konkav abgeschnitten und an den Seiten des Ausschnitts zu einer stumpfen Spitze aufgeworfen. Er verbirgt die Mundwerkzeuge. Die Oberlippe ist häutig und fast viereckig. Die Oberkiefer sind am Innenrand gefranst. Die Kiefertaster sind viergliedrig mit langem Endglied. Die Lippentaster sind dreigliedrig mit sehr kleinem, eiförmigen Endglied. Auch die halbkugelförmigen Facettenaugen sind durch eine Erweiterung des Kopfskeletts weitgehend verborgen. Ihr Großteil liegt unterhalb dieser Erweiterung, die Sicht nach oben ist nur durch einen schmalen Schlitz möglich (Abb. 1 und 3). Die letzten drei Glieder der achtgliedrigen Fühler sind nach vorn erweitert und bilden eine fast eiförmige Keule.
Der große Halsschild ist stark gewölbt. Er ist dicht nabelartig punktiert und nur kurz behaart.
Die Flügeldecken bleiben während des Fluges geschlossen. Sie verschmälern sich nach hinten stark und sind fast dreieckig, am Außenrand konvex geschwungen. Sie tragen acht seichte Kettenstreifen. Das Schildchen ist nicht sichtbar.
Die Beine sind an die Fertigung, den Transport und das Vergraben der Kotkugeln angepasst. Die kurzen Vorderbeine sind als Grabbeine mit drei Außenzähnen an den Schienen ausgebildet (Abb. 1). Die Mittelhüften sind weit auseinandergerückt und fast parallel zueinander (Abb. 3). Die Mittelschienen tragen am Ende zwei kräftige Dorne (Abb. 2, M). Die Hinterbeine (Abb. 2, H) sind weit hinten eingelenkt. Die Hinterschenkel sind gegen die Spitze keulenförmig verdickt. Die Hinterschienen sind lang und so gebogen, dass sie die Dungkugeln teilweise umfassen können. Nach hinten sind sie verbreitert und gezähnelt. Sie tragen nur einen Enddorn. Die Tarsen sind alle fünfgliedrig.

## Biologie
Es gibt schon relativ alte Beobachtungen zur Biologie des Matten Pillenwälzers, insbesondere von dem französischen Naturforscher Jean-Henri Fabre. Dieser bezeichnet den Käfer als den kleinsten und eifrigsten aller Pillendreher, dem kein andrer gleichkommt in seiner quirligen Geschäftigkeit, seinen linkischen Purzelbäumen und seinen unerwarteten Abstürzen auf den unmöglichen Routen, auf denen er in seiner Dickköpfigkeit beharrt. Diese Beschreibungen sind jedoch teilweise durch neuere Arbeiten nicht bestätigt oder sogar widerlegt worden. Dies liegt hauptsächlich daran, dass sich Männchen und Weibchen äußerlich nicht unterscheiden und man früher vorschnell das größere Tier eines Pärchens für das Weibchen gehalten hat. Sehr ausführlich hat sich Joachim Prasse mit der Art beschäftigt. Die folgenden Ausführungen beziehen sich hauptsächlich auf dessen vier Veröffentlichungen, in denen er den Matten Pillenwälzer Sisyphus schaefferi mit dem Seidigen Pillenwälzer Gymnopleurus geoffroyi vergleicht.

### Lebenszyklus
Der Entwicklungszyklus ist einjährig, die Überwinterung erfolgt als fertig entwickeltes Insekt. Man findet den Käfer auf warmen und trockenen Hängen, die als Weiden genutzt werden. Als wärmeliebende Tiere beenden die im Vorjahr geschlüpften Käfer (Altkäfer) in Mitteleuropa die Winterruhe erst, wenn nach warmen Vormonaten die Temperaturen im Mai hohe Werte erreichen. An kühleren Tagen verlassen die Tiere den schützenden Bereich des Bodens nur in den warmen Mittagsstunden, im Hochsommer dagegen sind sie schon in den Morgenstunden und noch in der Abenddämmerung aktiv. Am auffälligsten wird die Aktivität durch die Temperatur beeinflusst. Bei warmem und trockenem Wetter zwischen 20 °C und 26 °C sind die Käfer flink und flugfreudig. Bereits der Schatten einer Wolke verlangsamt die Aktivitäten beträchtlich. Bei ungünstiger Witterung werden der Nahrungserwerb und die Tätigkeiten im Zusammenhang mit der Fortpflanzung nahezu eingestellt. Bei leichten Niederschlägen stellen die Käfer ihre Aktivitäten ein, bei starken Niederschlägen graben sie sich ein. Schwacher Wind hat wenig Einfluss auf die Aktivitäten, starker dagegen wirkt sehr hemmend.
Die Eiablage erfolgt von Anfang Juni bis Mitte Juli. Für die Entwicklung von der Eiablage bis zum Schlüpfen aus der Puppe braucht der Käfer bei einer Temperatur von 18 °C bis 20 °C 63 bis 69 Tage, bei einer Temperatur von 24 °C bis 25 °C 51 bis 55 Tage. Die Jungkäfer erscheinen ab Anfang August.
Die durchschnittliche Lebensdauer der Imagines beträgt nach Prasse 360 Tage. Wenige Alttiere starben erst im September, das älteste Tier wurde 404 Tage alt. Die Weibchen sterben acht bis zehn Tage früher als die Männchen. Das Altern der Käfer macht sich durch das Nachlassen der Reizbarkeit und der Flugbereitschaft bemerkbar. Die Nahrungsaufnahme nimmt ab, Fluchtversuche werden zunehmend unterlassen. Schließlich wird die Körperreinigung vernachlässigt. Oft siedeln sich Milben in großen Kolonien an, hauptsächlich an der Bauchseite des Brustabschnitts. Weitgehend geschwächte Tiere finden nicht mehr die Kraft, sich abends in den Boden einzugraben und verenden über Nacht. Nicht selten kommt es zum Verlust einzelner Beinglieder. Gewöhnlich verenden die Tiere jedoch im Boden eingegraben.

### Nahrungsaufnahme
Beide Geschlechter benötigen nach dem Schlüpfen zum Erreichen der Geschlechtsreife einen Reifungsfraß. Dieser erstreckt sich im Geburtsjahr des Käfers vom Erscheinen bis zum Eingraben zur Überwinterung und setzt sich im Frühjahr des folgenden Jahres fort, bis die Käfer die Geschlechtsreife erreichen. Während dieser Zeit fressen die Käfer direkt an vorgefundenem Kot oder sie stellen allein und nur für sich aus Dung sogenannte Futterpillen her, die sie vergraben und unterirdisch verzehren. Erst bei Geschlechtsreife sieht man auch zwei Käfer gemeinsam Dungkugeln herstellen. Diese können zum gemeinsamen Verzehr gefertigt werden (Futterpillen) oder sie sind als Nahrung für die Nachkommen gedacht und heißen dann Brutpillen. In beiden Fällen arbeiten jeweils ein Männchen und ein Weibchen zusammen. Mit der Einschränkung, dass für Futterpillen auch weniger hochwertiges Material benutzt wird, unterscheiden sich Futterpillen und Brutpillen in Größe und Zusammensetzung nicht. Die Größe der Pille hängt lediglich von der Größe des Tieres ab, das sie herstellt. Gemeinsam gefertigte Pillen sind nicht größer als von nur einem Tier hergestellte.
Nach den Untersuchungen von Prasse werden im Unterschied zu den Angaben anderer Autoren während der Fortpflanzungsperiode nicht nur Brutpillen hergestellt, sondern auch weiterhin ausschließlich für den Verzehr durch den oder die Hersteller gefertigte Futterpillen. Während der Fortpflanzungsperiode können sowohl Futterpillen als auch Brutpillen von einzelnen Männchen, einzelnen Weibchen oder von einem Pärchen gemeinsam gefertigt werden.
Versuche zeigen, dass bei Käfern, die nach Geschlechtern getrennt gehalten werden, mit einsetzender Geschlechtsreife der Drang, Futterpillen herzustellen, deutlich nachlässt, die Fertigung von Pillen wird teilweise ganz eingestellt. Bei Zugabe andersgeschlechtlicher Partner beginnen die Tiere verhältnismäßig rasch wieder mit der Produktion von Futterpillen, und zwar gemeinsam. Männchen und Weibchen erkennen sich als solche durch den Geruch. Dabei werden drei mögliche Szenarien beobachtet. Entweder Männchen und Weibchen erkennen sich an der Futterstelle und bauen anschließend gemeinsam eine Futterpille. Oder das Weibchen nähert sich einem männlichen Pillenbesitzer. Ohne Umstände rollen sie die Futterpille gemeinsam weiter. Oder ein Männchen nähert sich einer Pille mit weiblichem Besitzer. Dann lässt dieses nur nach einer kritischen Prüfung des Männchens zu, dass die Pille gemeinsam weiter gerollt wird. Diese unterschiedlichen Szenarien lassen sich dadurch erklären, dass das Männchen schon aus größerer Entfernung das Weibchen als solches erkennt, das Weibchen dagegen das Männchen erst aus unmittelbarer Nähe. Dies wird auch durch weitere Beobachtungen gestützt.
Der Käfer bevorzugt zur Nahrungsaufnahme Schafskot, ist aber auch häufig an anderen Kotarten anzutreffen, nicht nur an Kot von Pflanzenfressern, sondern auch an Kot von Omnivoren, beispielsweise vom Menschen. Fütterungsversuche mit 15 Kotarten ergaben, dass die Exkremente von Schaf, Rotwild, Rind, Zebu und Kamel von allen Versuchstieren ohne Zögern angenommen wurden (Kategorie A). Der Kot von Ziege, Pferd, Mensch und Schwein wurde nicht von allen Tieren sofort, sondern von einigen nur zögerlich angenommen (Kategorie B). Der Kot von Elefant, Kaninchen, Braunbär und Hund wurde nur nach Hungerperioden angenommen (Kategorie C), der Kot von Löwe und Huhn wurde selbst nach Hungerperioden verschmäht (Kategorie D). Die Qualität des Futters wird auch danach beurteilt, ob es gut genug zur Fertigung von Futterpillen oder zur Fertigung von Brutpillen ist. Nur die Kotarten der Kategorie A, die ohne Zögern angenommen wurden, wurden auch zur Fertigung von Brutpillen verwendet. Futterpillen wurden dagegen aus allen Kotarten der ersten und zweiten Kategorie gefertigt. Aus dem Kot von Elefant, Kaninchen, Braunbär und Hund, der zwar im Notfall gefressen wurde, wurden jedoch keine Futterpillen hergestellt.
Weitere Versuche ergaben, dass Aas nach fünf Hungertagen ebenfalls als Nahrungsquelle genutzt wurde, wenn keine alternative Nahrung zur Verfügung stand. Es wurde auch teilweise erfolgreich versucht, aus dem Kadaver Kugeln zu formen und zu vergraben. Prasse vermutet, dass es unter natürlichen Verhältnissen nicht zur Nekrophagie kommt. Versuche, ob auch faulende Pilze als Nahrungsquelle in Frage kommen, führten zu keinem positiven Ergebnis.
Eine neuere Untersuchung zum Nahrungsspektrum weist aus, dass dieses doch wesentlich größer ist. Bei regelmäßigen Probenentnahmen in Norditalien fand man Pillen aus Rinderdung, und dem Kot von Feldhase, Reh, Wildschwein, Dachs sowie Fresstätigkeit am in Verwesung begriffenen Netzstieligen Hexenröhrling. Im untersuchten Gebiet nahm die Häufigkeit des Käfers über die letzten Jahre auffallend zu – möglicherweise als Folge des Klimawandels.
Bei dieser Untersuchung wurden Fallen mit verschiedenen Dickröhrlingen, Champignonarten (Palliota), Hühnchenfleisch und Schweinefleisch ausgelegt. Gemessen an der Häufigkeit der Käfer wurden die Fallen mit Fleisch so gut wie nie angenommen und nie das Fleisch angegangen. Das Gleiche gilt für die mit Champignons bestückten Fallen. Die Fallen mit Dickröhrlingen wurden dagegen regelmäßig angenommen, Der Bau und der Transport von aus den Pilzen hergestellten Pillen sowie Kämpfe zwischen den Käfern wurden ebenfalls regelmäßig beobachtet. Ob es sich um Futter-  und/oder Brutpillen handelte, konnte nicht entschieden werden.
Bei der Futtersuche fliegen oder krabbeln die Käfer mit vorgestreckten Fühlern und gespreizten Fühlerlamellen umher. Wird der Dung olfaktorisch wahrgenommen, landet der Käfer sofort. Laufende Käfer verharren ab und zu, halten den Hinterleib gesenkt und den Kopf erhoben und drehen ihn mit ausgestreckten Fühlern hin und her. Nehmen sie keine Duftstoffe wahr, laufen sie in gleicher Richtung weiter. Andernfalls drehen sie sich abrupt in Richtung der Duftquelle und beginnen mit zunehmender Geschwindigkeit auf diese zuzulaufen. Kurz vor Erreichen der Duftquelle setzt die Wahrnehmung durch die Maxillartaster ein, die lebhaft bewegt werden. An der Nahrungsquelle angekommen, wird diese mit Lippen- und Kiefertastern geprüft, bevor der Fressvorgang beginnt. Die Käfer fressen auch oberirdisch am Dunghaufen, bevorzugt ernähren sie sich jedoch unterirdisch von Dungpillen, die sie zu diesem Zweck gefertigt und im Boden vergraben haben. Während der Fortpflanzungsphase überwiegt die oberirdische Nahrungsaufnahme am Dunghaufen, während des Reifungsfraßes werden fast ausschließlich unterirdisch Futterpillen verzehrt.
Die Dauer der Nahrungsaufnahme variiert stark. Bei ausreichendem Nahrungsangebot kann sich die oberirdische Nahrungsaufnahme auf ein kurzes Aufsaugen von Feuchtigkeit beschränken, andererseits fressen hungrige Tiere vor dem Herstellen einer Futterpille mehrere Minuten bis zu einer halben Stunde lang. Die Nahrungsaufnahme wird höchstens zur Reinigung der Mundwerkzeuge unterbrochen. Dabei werden erhebliche Mengen verzehrt. Beispielsweise verwendete ein Weibchen innerhalb von zwei Tagen insgesamt etwa acht Stunden zur Nahrungsaufnahme und verzehrte dabei 0,45 g Schafskot, was 265 % des Körpergewichtes entspricht. Bei der unterirdischen Nahrungsaufnahme beginnt der Käfer gleich nach dem Eingraben der Futterpille an der Unterseite der Pille zu fressen, um sie im Folgenden nach oben fortschreitend bis auf grobe Bestandteile vollständig zu verzehren.
Bereits nach kurzer Fressdauer kotet der Käfer einen immer länger werdenden schwarzbraunen, glänzenden Strang. Dieser besteht aus kurzen, eng nebeneinander liegenden, walzenförmigen Teilen von zwei bis drei Millimeter Länge, die durch in kleinen Zeitintervallen erfolgtes stoßweises Absetzen des Kots entstehen und durch eine gemeinsame Membran zusammengehalten werden. Der Kot häuft sich hinter dem Tier zu Haufen an. Bei einem Haufen wurde eine Gesamtlänge des Kotstranges von 63 cm gemessen. Zusammen mit dem Kot werden auch Exkrete der Malpighischen Gefäße ausgeschieden, die dem Käfer oftmals als weißer Belag seitlich vom Abdomen anhaften.
Die Brutfürsorge bezieht sich auf die Zusammenarbeit der Geschlechter zum Schutz der Eier, Larven und Puppen und auf die Bereitstellung der Larvennahrung. Ein Bewachen und Pflegen wie etwa beim Mondhornkäfer oder gar ein Füttern der Jungen wie beispielsweise beim Totengräber findet nicht statt. Sowohl Männchen als auch Weibchen können beurteilen, ob der gefundene Dung zur Herstellung von Brutpillen geeignet ist.

### Begattung
Die Kopulation findet sowohl oberirdisch an oder unter dem Kothaufen als auch unterirdisch an der Futterpille oder an der Brutpille statt. Eine Mindesttemperatur von 18 °C ist erforderlich. Nach Erreichen der Geschlechtsreife Ende Mai bis Anfang Juli ist die Kopulation während der Mittagshitze am häufigsten zu beobachten.
Das Männchen erklettert von hinten oder von der Seite das Weibchen und streicht dabei mit den Vorderbeinen über ihren Halsschild und die Flügeldecken. Ist das Weibchen nicht begattungswillig, so streift es das Männchen mit den Hinterbeinen und dem mittleren Beinpaar ab, das Männchen versucht durch weiteres Streicheln das Weibchen umzustimmen. Wenn es das Weibchen zulässt, krallt sich das Männchen mit den Vordertarsen an der Flügeldeckenbasis des Weibchens fest und rutscht über ihr Körperende nach hinten und stützt sich auf das dritte Beinpaar. Der Penis wird ausgestreckt und ein Samenpaket in das Weibchen eingeführt. Die Kopulation dauert fünfzehn bis fünfzig Minuten. Die Größe der Käfer spielt keine Rolle, es paaren sich gleich große Tiere, oder das Männchen oder das Weibchen ist größer als der Partner. Während der Fortpflanzungsperiode werden die Weibchen mehrfach begattet, im Freiland vermutlich von verschiedenen Männchen.

### Herstellung der Pillen

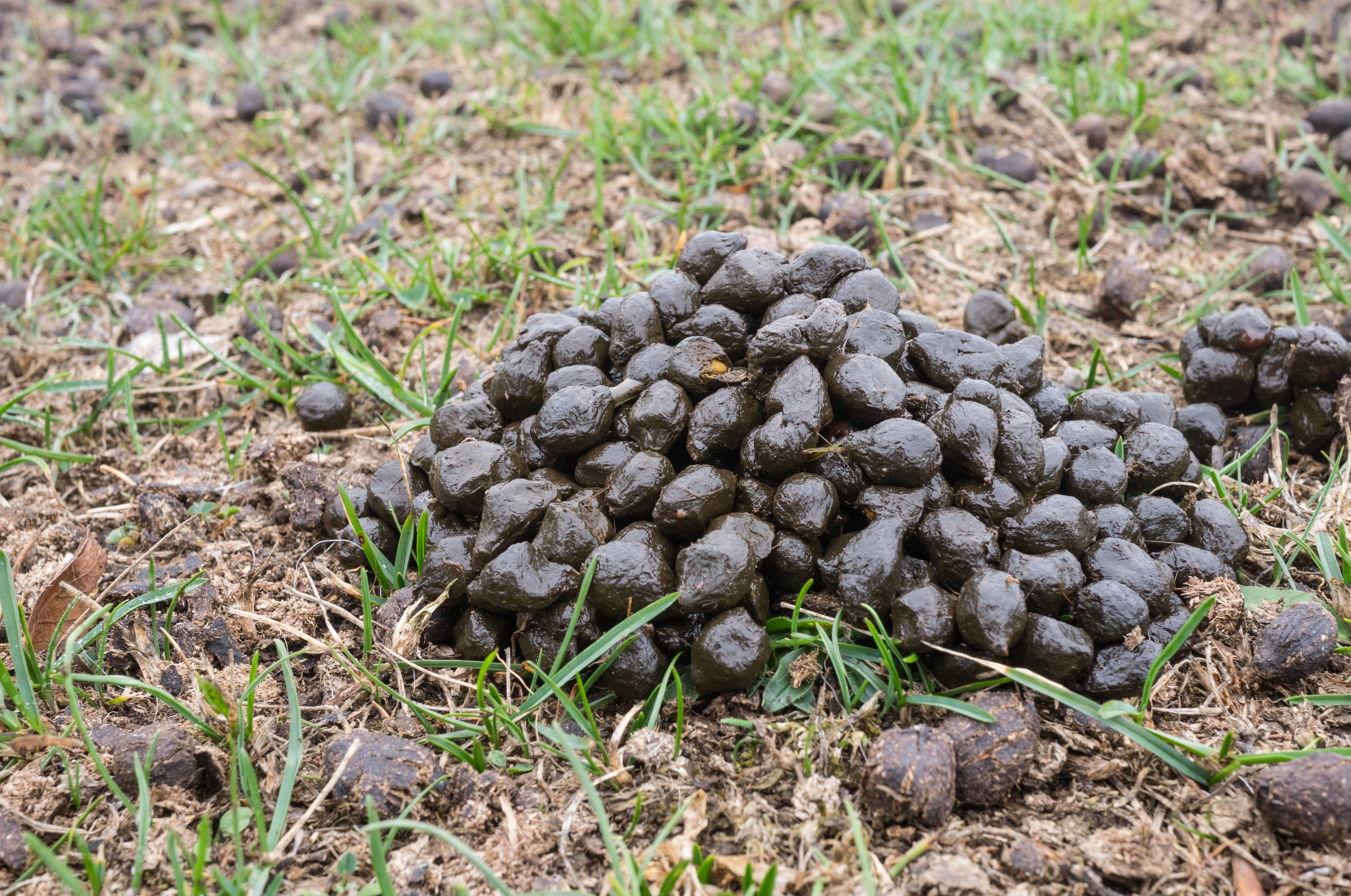
Abb. 5: Schafskot

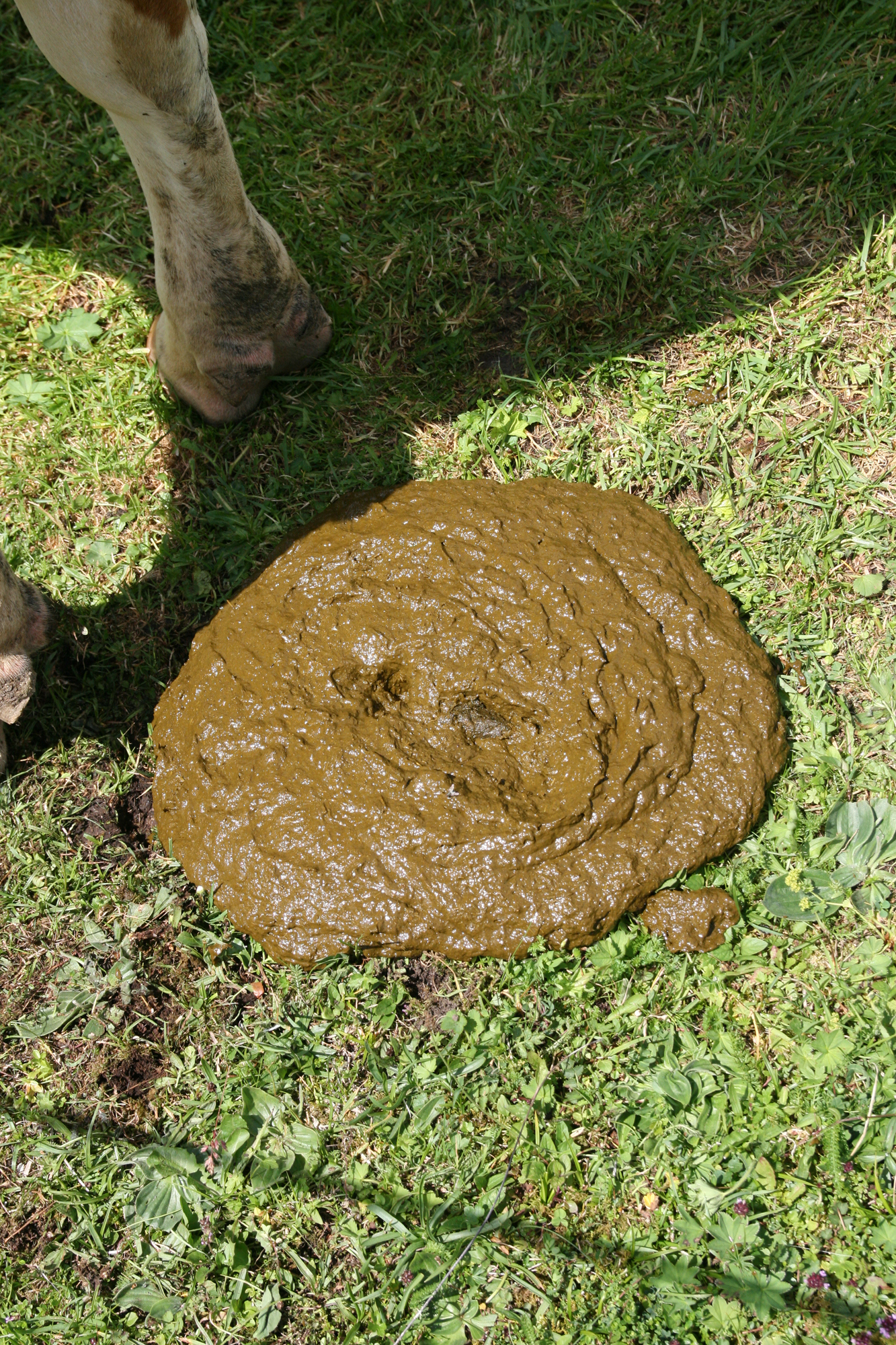
Abb. 6: Rinderkot

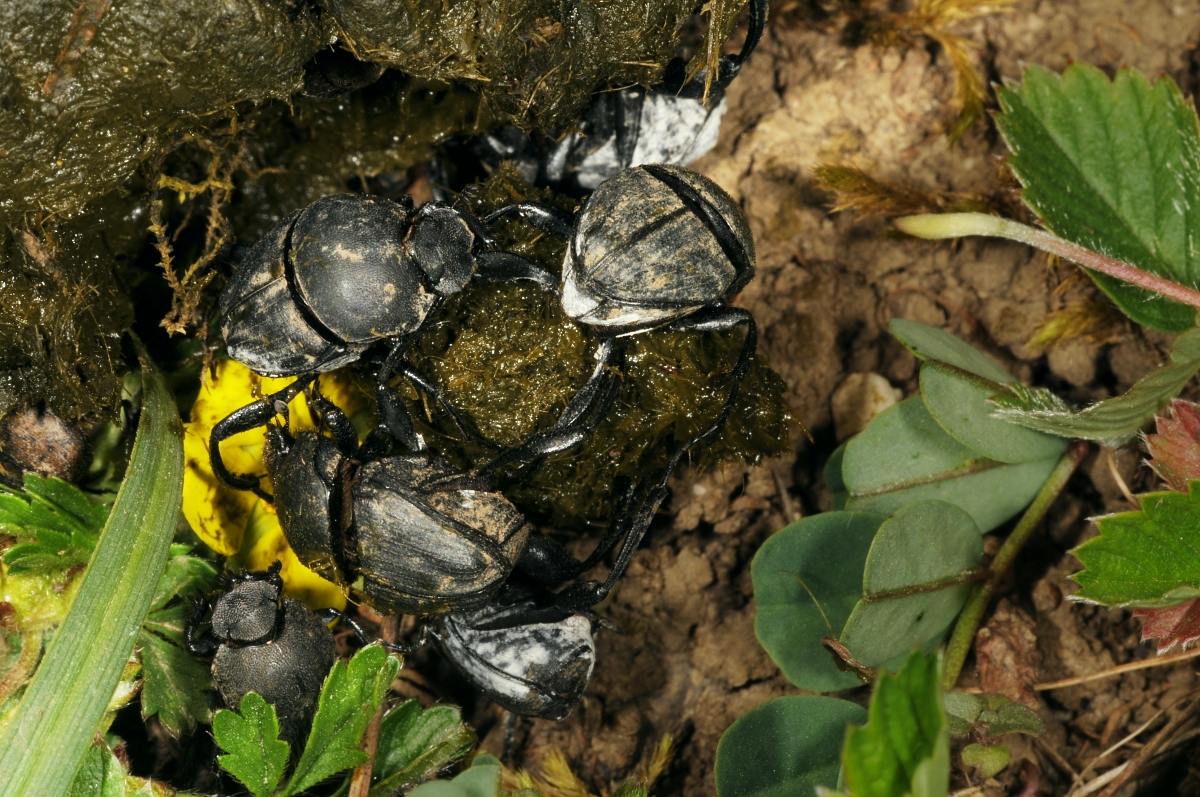
Abb. 7: Streit um Futterpille

Schafkot besteht aus mehr oder weniger zusammengeklebten Kotbohnen (Abb. 5). Der Käfer wählt eine Bohne als Ausgangspunkt für seine Kugel. Ist diese zu groß, werden Teile der Bohne mit dem Kopfschild abgeschält. Ist sie zu klein, werden von anderen Bohnen Teile mit den Vorderschienen abgeschnitten und an die ausgewählte Bohne angedrückt. Dabei verlässt der Käfer seine Kugel nicht, sondern schiebt sie an andere Kotbohnen heran, falls sich kein Kot in Reichweite der Vorderbeine befindet.
Bei Kuhfladen (Abb. 6) beginnt in der Regel das Weibchen mit dem Bau einer Kugel, indem es die Vorderbeine zuerst in geeigneten Dung drückt und anschließend an den Körper zieht. So wird der Dung komprimiert und durchknetet. Dabei arbeiten die Beine abwechselnd und wiederholt, bis sich eine Portion bearbeiteten Dungs vor der Brust befindet und sich davor gleichzeitig ein Loch von einigen Millimetern Durchmesser auftut. Nun beginnt das Weibchen mit der Arbeit fortzufahren, wobei es sich aber langsam durch Schritte zur Seite um den komprimierten Dung dreht. Das Männchen arbeitet nun neben dem Weibchen und dreht sich dabei im gegengesetzten Sinn. So entsteht ein ringförmiger Graben, der eine komprimierte gewölbte Dungmasse umschließt. Nun arbeiten sich die beiden Tiere schräg nach unten unter diese Masse vor, dadurch vertieft sich der Graben und das umschlossene Stück nimmt zunehmend Kugelgestalt an. Die Käfer unterbrechen in unregelmäßigen Abständen ihre Grabarbeit und kneten und pressen die entstehende Kugel, schälen vom Außenrand des Ringgrabens weitere Dungscheiben ab und pressen sie an der Dungkugel an. Schließlich zwängt sich ein Käfer unter die Kugel, trennt sie vom darunter befindlichen Dung und stemmt sie etwas nach oben. Die Kugelunterseite wird nun auch von unten entsprechend geglättet und gerundet. Dann wird die Oberseite ebenfalls nochmals geglättet und gerundet und die fertige Kugel aus dem Loch gestemmt und weggerollt.
Bei bereits durch Trocknen verkrusteten Dunghaufen kann die Pille auch von der Seite oder sogar von unten gefertigt werden.

### Transport der Pillen
Es gibt zwei Arten, eine Pille fortzubewegen. Entweder der Käfer steht mit den Hinterbeinen aufrecht an der Pille, stabilisiert sie mit dem mittleren Beinpaar, zieht sie mit den oben auf der Pille festgekrallten Tarsen des vorderen Beinpaars auf sich zu und bewegt sie rückwärts schreitend weiter. Oder der Käfer hält die Dungkugel oben mit den Hinterbeinen fest, die Vorderbeine greifen tief unter die Dungkugel und die Beine des mittleren Beinpaares werden seitlich weggestreckt, was ein seitliches Wegrollen der Kugel verhindert. Der Käfer stemmt sich mit dem Kopfschild gegen den Boden, hebt die Kugel mit den Vorderbeinen leicht an und zieht die Unterseite der Kugel zu sich heran, während er mit den Hinterbeinen die Oberseite der Kugel von sich wegstößt beziehungsweise weiter dreht. Durch Beteiligung auch des mittleren Beinpaars läuft der Käfer nicht vorwärts über die Kugel, sondern lässt auf dem Rücken liegend mit dem gleichen Bewegungsablauf die Kugel von vorn nach hinten über sich laufen und schiebt sie dabei nach vorn.
Im Unterschied zu Gymnopleurus geoffroyi verwenden Männchen und Weibchen beide Techniken. Wird eine Pille von nur einem Käfer transportiert, setzt dieser auch beide Techniken ein. Stets versucht er zuerst, die Pille zu ziehen. Wenn dies wegen der Beschaffenheit des Untergrunds erfolglos bleibt, schiebt er die Pille. Wird eine Pille von zwei Käfern transportiert, dann zieht der eine, der zweite positioniert sich ihm gegenüber und schiebt. Überwiegend (zu 80 %), aber nicht wie beim Seidigen Pillenwälzer ausschließlich, zieht das Männchen und schiebt das Weibchen. Der Wechsel der beiden Fortbewegungstechniken ist auch im Video (Abb. 4) zu beobachten.
Gelegentlich werden Transportschäden unterwegs ausgebessert. Die Pille wird aber weder aktiv mit einem Erdmantel gegen Austrocknung versehen, noch wird sie zusätzlich komprimiert. Im Freiland wurde gemessen, dass die Pillen zwei bis neun Meter weit gewälzt wurden. Im Terrarium wälzte ein Pärchen sieben Stunden lang bei einer durchschnittlichen Geschwindigkeit von 1 cm pro Sekunde, was nach Abzug der Ruhepausen einer Strecke von 145 Metern entspricht. Das Gewicht der Pille lag dabei bei 2,1 Gramm, das Gewicht der Tiere bei 0,20 Gramm beziehungsweise 0,18 Gramm.
Bei Hindernissen erkennt man ein effektives Zusammenarbeiten der Pärchen und eine starke Tendenz, die Transportrichtung beizubehalten. In einem Fall war ein Pärchen beim Rollen der Dungkugel in die Ecke eines sieben Zentimeter hohen Beckens aus Emaille geraten. Dem ziehenden Käfer gelang es, sich mit den Hinterbeinen an der oberen Kante des Beckens, an der das Emaille abgesprungen war, festzukrallen und die Pille samt Partner hochzuziehen. Beim Versuch, eine Glasscheibe zu erklimmen, gab ein Pärchen nach dreißig Minuten auf und vergrub die Pille nahe der Scheibe.

### Eingraben der Pillen
Beide Geschlechter sind befähigt, Pillen einzugraben. Die Futterpillen werden weniger tief vergraben als die Brutpillen, nämlich nur vier bis elf Zentimeter tief. Die Futterpillen werden anschließend verspeist, ohne um sie herum eine Kammer anzulegen. Die Brutpillen werden dagegen in Brutkammern gelagert, sie liegen durchschnittlich dreizehn Zentimeter tief. Die Größe der Kammer von 19 bis 26 Millimeter Höhe und 18 bis 28 Millimeter Breite und Länge ermöglicht es dem Käfer, sich frei um die Brutpille herum zu bewegen.
Nach Angaben von Fabre sucht der Käfer gezielt nach einem Ort, der für das Eingraben der Pille geeignet ist. Prasse relativiert diese Aussage. Auch er berichtet, dass das Tier, das die Kugel zieht, sich manchmal bis zu 25 cm von der Kugel entfernt und mehrmals die Richtung wechselnd mit hochgestrecktem Kopf und gespreizten Fühlerlamellen die Umgebung erkundet, die Kugel wird aber in der Regel unabhängig von diesen Erkundigungen an einer spontan ausgewählten Stelle vergraben. Arbeitet ein Pärchen zusammen, sieht die Arbeitsteilung wie folgt aus:
Der Partner, der die Kugel gezogen hat (gewöhnlich das Männchen), wühlt sich mit dem Kopf voraus unter die Kugel. Dann drückt es mit Kopf und Halsschild die Erde unter der Kugel seitlich nach oben weg, wobei es diesen Vorgang mehrmals mit geänderter Ausgangsstellung wiederholt. Dadurch entsteht um die Kugel ein Erdwall, und die Kugel sinkt nach unten. Bleibt die Kugel in dem entstehenden Schacht hängen, wird sie mit den vorderen Beinpaaren erfasst und nach unten gezogen. Ist dies erfolglos, erfasst der Käfer die Kugel mit allen drei Beinpaaren und dreht sie in den Schacht ein. Der andere Käfer sitzt dabei die ganze Zeit oben auf der Kugel und lässt sich mit eingraben. Im Durchschnitt dauert das Eingraben zehn bis fünfzehn Minuten, nicht länger als 25 Minuten. Es wurden auch Fälle beobachtet, wo das Eingraben erfolglos abgebrochen wurde und in kurzer Entfernung zum misslungenen Versuch ein neuer Eingrabeversuch gestartet wurde.
Nachdem die Brutpille im Boden versunken ist, beginnt der unter der Kugel befindliche Käfer, den Schacht senkrecht oder leicht schräg nach unten voranzutreiben, mit einem Durchmesser, der größer als der Kugeldurchmesser ist. Das dabei anfallende Erdreich wird an der Kugel vorbei nach außen gedrückt. Der auf der Kugel befindliche Käfer drückt dieses Material dann weiter nach oben. Dadurch schließt sich der Schacht über der Kugel und der ringförmige Erdwall wird zu einem kleinen Hügel aufgetürmt. Mit weiter anfallenden Erdmassen wird der Schacht über der Kugel von oben nach unten verfüllt. In der Regel enden die Verlängerungsarbeiten des Schachts, in dem dieser in einen annähernd waagrechten zwei bis drei Zentimeter langen Gang abbiegt. Dieser Gang endet blind und enthält die Brutkugel. Nun beginnt ein Käfer, das Erdreich um die nach unten gesunkene Dungkugel aufzugraben, der andere drückt das anfallende Material nach oben in den Schacht. So entsteht eine Höhle mit glatten Wänden und ebenem Boden, die sogenannte Brutkammer, in deren Mitte sich die Brutpille befindet.
Das Anlegen der Brutkammer ist in etwa vier bis acht Stunden abgeschlossen. Arbeitet das Weibchen alleine, verlängert sich die Arbeitszeit um etwa ein Drittel bis ein Viertel. Nach Fertigstellung der Bruthöhle und möglicherweise einer weiteren Kopulation verlässt das Männchen vermutlich aus eigenem Antrieb das Weibchen und gräbt sich an die Erdoberfläche.

### Brutbirne und Eiablage
Das Weibchen formt nun die Brutpille in die Brutbirne um. Dies erfolgt in zwei Schritten, dem sogenannten Umbacken und dem eigentlichen Herstellen der Brutbirne. Das Weibchen erklimmt die Dungkugel und arbeitet sich mit Hilfe des Kopfes und der Vorderbeine senkrecht nach unten in die Kugel vor. Es entnimmt der Mitte der Kugel Dung, drückt ihn auf der Brust zusammen und beginnt daraus eine neue Kugel zu formen. Je mehr die neue Kugel wächst, desto mehr zerfällt durch die Arbeiten die alte Pille. Ihre Einzelteile werden mit den Vorderbeinen ergriffen und der neuen Kugel zugefügt. Dieser als Umbacken bezeichnete Vorgang nimmt vierzig bis fünfzig Minuten in Anspruch. Das Produkt ist wesentlich dichter, von gummiartiger Konsistenz und langer Haltbarkeit. Es wird vermutet, dass dabei auch mit eingeschleppte Verunreinigungen wie beispielsweise Fliegen- oder Wurmstadien, vernichtet werden.
Nun besteigt das Weibchen die umgebackene Kugel, öffnet sie von oben und entnimmt ihrer Mitte eine Portion Kot, die es neben der dadurch entstanden Öffnung ablegt. Diesen Vorgang wiederholt das Weibchen viele Male, wobei es sich kreisförmig in Schritten von zwei bis drei Millimetern einmal um die Öffnung herumbewegt. Dadurch bildet der abgelegte Dung einen Ringwall um die Öffnung, und im Zentrum der Kugel ist eine Kammer entstanden. Der Käfer beugt sich nun über den Ringwall und glättet und verfestigt die Wände durch Klopfen und Streichen mit den Vorderbeinen. Vermutlich werden dabei die Wände der Eikammer mit einem erbrochenen Sekret getränkt. Diese Vorbereitung der Eikammer dauert etwa eineinhalb bis zwei Stunden.
Nun überschreitet das Weibchen mit den Vorderbeinen die Kammeröffnung und hängt sich mit den beiden anderen Beinpaaren in den Ringwall ein. Daraufhin senkt es den Hinterleib in die Eikammer ab, so dass von der Seite gesehen nur noch Kopf und Prothorax aus der Kammer herausragen. In dieser Stellung verharrt das Weibchen fünf bis dreißig Minuten, wobei ein einzelnes Ei mit dem breiten Pol voraus den Körper verlässt. Das Ei kommt meistens waagrecht in der Eikammer zu liegen. Dann erhebt sich das Weibchen wieder über den Ringwall und drückt ihn nach innen, wobei die Pille wieder einmal umrundet wird. Danach ist die Öffnung bereits nahezu verschlossen. Durch weitere Abtragung des Ringwalls und der darunter liegenden Partien und Aufhäufung des Materials über dem Zentrum der Öffnung nimmt die Pille eine birnenförmige Gestalt an. Diese Brutbirne wird nun gleichmäßig mit Erdmaterial ummantelt, das das Weibchen dem Boden der Brutkammer entnimmt. Die dazu benötigte Zeit wurde in zwei Fällen gemessen. Sie betrug einmal zwei, einmal drei Stunden. Daraufhin verlässt das Weibchen die Brutkammer endgültig.
Die Brutbirnen sind durchschnittlich 15,4 Millimeter lang, 13,6 Millimeter breit und 1,87 Gramm schwer (Mittelwert aus 80 Objekten). Fabre erhielt von 6 Pärchen 54 Brutbirnen, im Schnitt fertigte also jedes Weibchen erfolgreich neun Brutbirnen. In den Zuchten von Prasse fertigte ein Weibchen während der Brutperiode sieben bis dreizehn Brutbirnen an, gewöhnlich zehn bis zwölf. Vermutlich ist die Anzahl in der freien Natur etwas höher.

### Embryonalentwicklung
Die frisch abgelegten Eier sind länglich oval, die Spitze unterscheidet sich nur wenig vom stumpfen Ende. Das Ei ist gelblich und stark glänzend, weich, glatt und feucht. In den folgenden Tagen verlieren die Eier an Glanz und werden endlich matt. Die Elastizität des Eis und der Eihaut nehmen anfangs zu und erreichen nach etwa vier Tagen ihr Maximum. Das Ei verhält sich dann wie ein Gummiball. Danach lässt die Elastizität wieder nach und sinkt nach sechs bis sieben Tagen auf den ursprünglichen Wert. Das Ei klebt mit der ganzen aufliegenden Seite leicht dem Eikammerboden an. Die Eigröße schwankt beträchtlich, bei zehn frisch abgelegten Eiern lag die Länge zwischen 2,9 und 4,7 Millimetern, die Breite zwischen 1,8 und 3,0 Millimetern. Dabei wiegt das Ei durchschnittlich 19 Milligramm. Die Eier sind damit ungewöhnlich groß und dotterreich. Gegen Ende der Legeperiode fallen die Eier etwas kleiner aus.
Während der Embryonalentwicklung vergrößert sich das Ei in der Länge um etwa 0,6 Millimeter, in der Breite um 0,9 Millimeter. Die zukünftigen Mandibeln erkennt man an drei Tage alten Eiern als zwei dicht nebeneinander liegende dunkle Flecken an der Spitze des Eis. Ab dem 5. Tag erkennt man eine Streifung, die die zukünftige Segmentierung der Larve widerspiegelt. Ein bis zwei Tage vor dem Schlüpfen erkennt man die Lage der Larve, der Kopf befindet sich am schmalen Eiende, der Hinterleib ist bis zur Brust eingeschlagen und füllt das dicke Eiende. In den Zuchten von Prasse benötigten die Eier bei einer Temperatur von 18 °C bis 20 °C acht bis zehn Tage, bei einer Temperatur von 24 °C bis 25 °C sechs bis sieben Tage bis zum Schlüpfen der Larve.

### Larvenstadien
Die Art bildet drei Larvenstadien aus. Das erste Stadium ist im Mittel 6,1 Millimeter lang und 2,6 Millimeter breit bei einer Kopfkapselbreite von 1,83 Millimetern. Das zweite Stadium ist durchschnittlich 11,5 Millimeter lang bei einer Breite von 5,2 Millimetern und einer Kopfkapselbreite von 2,13 Millimetern. Im dritten Stadium sind die entsprechenden Werte 15,7 Millimeter für die Länge der Larve, 7,3 Millimeter für ihre Breite und 2,39 Millimeter für die Breite der Kopfkapsel.
Die Junglarven besitzen kein Organ zum Sprengen der Eihülle, vermutlich setzen sie ihre Mandibeln ein. Nach dem Schlüpfen bleibt die Larve 24 bis 48 Stunden lang ruhig und verdaut dabei den im Darm eingeschlossenen Dotterrest. Danach beginnt sie mit der Nahrungsaufnahme. Diese erfolgt bis auf kürzere Unterbrechungen während der Häutungen pausenlos. Die Erstlarve frisst dabei höchstwahrscheinlich auch die Reste des Eis, hauptsächlich vergrößert sie jedoch die Eikammer, indem sie den Dung an deren Wänden verzehrt und der Eikammer ein kugelförmige Gestalt gibt. Die buckelartige Aufwölbung der Larve im Bereich des zweiten bis fünften Hinterleibssegments bildet sich erst nach einigen Tagen aus und ist durch die Schleifenbildung von Mittel- und Enddarm in diesem Bereich bedingt. Während der Fraß an den Eikammerwänden anfangs nach allen Seiten erfolgt, wird nach dem Eintritt ins zweite Stadium die Eikammer von der Mitte aus vorwiegend nach unten erweitert. Versuche am Seidigen Pillendreher zeigen, dass zumindest dessen Larve dabei von der Schwerkraft geleitet wird. In dieser Richtung steht das meiste Nahrungsangebot zur Verfügung ohne Gefahr zu laufen, die Wände der Brutbirne zu durchbrechen.
Lageänderungen der Larve erfolgen, indem von den drei Körperbereichen Kopf mit Beinen, Buckel und Abdominalplatte jeweils zwei gegen die Wandung gestemmt werden, und der dritte seine Lage verändert. Dies ist nur möglich, wenn die Wandung überall gleich weit vom Mittelpunkt entfernt ist, die Kammer also eine Kugelform hat, und wenn der Kugeldurchmesser nicht schneller wächst als die Larve. Dies wird dadurch erreicht, dass die Larve ihre Exkremente, breiige Ballen, wieder so an den Wänden verteilt, dass die Kugelform erhalten bleibt. Dadurch ist es nicht zu vermeiden, dass die Larve zusammen mit dem Material der Brutbirne auch eigene Exkremente aufnimmt. Dies ist jedoch bei Tieren mit pflanzlicher Nahrung nichts Besonderes, da es einen optimalen Aufschluss der Nahrung ermöglicht. Die freie Beweglichkeit der Larve ermöglicht es ihr, Risse und Löcher in der Brutbirne wieder zu schließen. Dabei werden Risse zuerst mit einem erbrochenen Sekret angefeuchtet, dann dreht sich die Larve und kotet auf die beschädigte Stelle der Wand. Anschließend wird der Kot so verstrichen, dass die Kammer wieder verschlossen ist.
Die Häutungen erfolgen, indem nach heftigen Krümm- und Streckbewegungen zuerst die Kopfkapsel aufspringt und beim Heraustreten der neuen Kopfkapsel die alte Larvenhaut in Richtung des Rückens aufreißt. Vor der Häutung wird die Nahrungsaufnahme eingestellt, nach der Häutung folgt eine Ruhephase zur Erhärtung des Chitins. Wie beim ersten Larvenstadium erfolgt dazwischen die Nahrungsaufnahme nahezu ohne Unterbrechung.
Während des dritten Stadiums setzt die Larve unter der Haut Fett an. Die Farbe geht von grauweiß in gelbweiß über und der Körper schwillt stark an. Etwa vier Tage vor Ende der Larvalentwicklung stellt die Larve die Nahrungsaufnahme ein und entleert den Darm restlos. Der Darminhalt wird an der Wandung der Wohnhöhle verstrichen. Die Larve verfällt in den fast bewegungslosen Zustand, der der Verpuppung vorausgeht. Die Gesamtzeit der Stadien bis zur Verpuppung dauerte bei 18 °C bis 20 °C 28 bis 30 Tage, bei 24 °C bis 25 °C 26 bis 27 Tage.

### Puppe
Die Häutung zur Puppe wird eingeleitet, indem die bisher lethargische Larve sich heftig abwechselnd krümmt und streckt. Dabei platzen die Nähte der Kopfkapsel und die Nähte entlang des Brustabschnitts. Der gesamte Vorderteil der Puppe wird freigelegt. Drehende Bewegungen zur Seite und schlagende Bewegungen des Hinterleibs bewirken das Abstreifen der Haut nach hinten. In einem Glasröhrchen dauerte dieser Vorgang über zwei Stunden. Die Puppe liegt in Rückenlage auf dem Boden der Puppenkammer, durch Vorwölbungen an allen drei Brustabschnitten und allen Hinterleibsabschnitten ist sie vor direktem Kontakt mit dem Untergrund geschützt. Bei künstlich erzeugten Störungen reagiert sie kaum, während Insektenpuppen ganz allgemein meist mit heftigem Schlagen des Hinterleibs reagieren. Das Puppenstadium dauert bei 18 °C bis 20 °C achtzehn bis neunzehn Tage, bei 24 °C bis 25 °C fünfzehn bis sechzehn Tage. Die Puppe ist weiß bis elfenbeinfarben, im Mittel 10,08 Millimeter lang und 7,20 Millimeter breit. Die Konturen des fertigen Insektes sind deutlich erkennbar.
Die Häutung zur Imago wird wieder durch Streckbewegungen eingeleitet, die in diesem Fall zuerst an den Beinen die Puppenhaut zum Einreißen bringen, dann die Haut am Hinterrand des Kopfes und des Brustabschnitts. Durch dieses Loch schiebt sich der junge Käfer langsam nach vorn aus der Hülle, gleichzeitig streifen die Hinterbeine die alte Haut nach hinten ab. Die Flügeldecken nehmen sofort ihre endgültige Lage ein, die Hinterflügel verbleiben noch längere Zeit gestreckt, bevor sie sich unter den Flügeldecken falten. Der Schlüpfvorgang selbst dauert etwa zwölf bis vierzehn Stunden. Der Käfer ruht danach noch etwa fünf bis acht Tage, während er schrittweise seine endgültige Färbung annimmt.
Der Käfer durchbricht die Wand der Brutbirne an ihrer schwächsten Stelle, meist dem Boden. Danach arbeitet er sich durchs Erdreich an die Oberfläche. Erst dort nimmt er erstmals Nahrung auf. Im Versuch nehmen Jungkäfer schon vor der Aushärtung und dem Verlassen der Brutkammer frischen Dung als Nahrung an, die unter natürlichen Bedingungen zur Verfügung stehenden Dungreste der Brutbirne  werden jedoch verschmäht.

### Kämpfe zwischen den Käfern
Die Streitlust der Tiere ist im Vergleich mit anderen koprophagen Käfern stark ausgeprägt. Bereits am dritten Tag nach Erscheinen der Jungkäfer werden diese in Kämpfe verwickelt (Abb. 7). Der Kampfinstinkt ist sowohl bei Männchen als auch bei Weibchen entwickelt und es wird sowohl mit gleichgeschlechtlichen als auch mit Käfern des anderen Geschlechts gekämpft. Bei Eintreten der Geschlechtsreife lassen die Streitigkeiten insofern nach, als die Männchen Weibchen nicht mehr vertreiben und umgekehrt.
Die Streitigkeiten drehen sich jedoch ausschließlich um den Besitz von Brut- oder Futterpillen. Sie gehen in der Regel von dem Pillenbesitzer aus, der einen Eindringling verjagt. Es wurden jedoch auch Fälle beobachtet, wo beide Kontrahenten gleichzeitig aufeinander losgingen. Im Normalfall besteigt der Pillenbesitzer den Rücken des Gegners, umklammert ihn mit dem mittleren und hinteren Beinpaar und schlägt schnell abwechselnd mit den Vorderbeinen auf den Kopf des Gegners. Bei dem Versuch, den Angriff abzuwehren, fallen beide Käfer von der Kugel und der Angegriffene greift seinerseits an. Wegen der Heftigkeit und Schnelligkeit des Kampfes können keine einzelnen Phasen unterschieden werden. Die Kontrahenten kugeln mit eng verstrickten Beinen als Knäuel auf dem Boden, bald liegt der eine, bald der andere Käfer auf dem Rücken, wobei das Knirschen der Chitinteile zu hören ist. Der Käfer, der sich bei einstellender Ermüdung auf dem anderen liegt, wird vom Unterlegenen als Sieger anerkannt, der Sieger begibt sich zur Pille zurück. In der Regel siegt der größere Kämpfer.
Die Streitigkeiten um Futterpillen während des Reifungsfraßes sind evolutionsmäßig leicht verständlich: Beim Kampf um Nahrungsressourcen setzt sich das kräftigere oder geschicktere Tier durch. Bei Kämpfen um Brutpillen setzt die erfolgreiche Paarkonstellation die Brutgeschäfte fort, neue Partner missbrauchen die Brutpille nie als Nahrungspille.

## Verbreitung
Die wärmeliebende paläarktische Art hat ein sehr großes Verbreitungsareal. Im Süden findet man sie rund um das Mittelmeer (Südeuropa, Nordafrika, Kleinasien). An Wärmestellen dringt sie jedoch auch nach Norden vor. Die nördliche Verbreitungsgrenze verläuft in Europa durch die Niederlande, Deutschland, Polen, die Ukraine und Zentralrussland. Nach Osten dehnt sich das Verbreitungsareal bis nach China aus. In Mitteleuropa gilt die Art als selten und kommt besonders an stark besonnten Grashängen vor. In Deutschland werden neuere Fundorte in Bayern, Baden-Württemberg, Hessen, Niedersachsen, Sachsen-Anhalt und Thüringen genannt, in Österreich in Kärnten, Steiermark und Burgenland.